# Fagundes Varela

El poeta Fagundes Varela, del cual el municipio toma su nombre.

Fagundes Varela es un municipio brasileño del estado de Rio Grande do Sul.
Se encuentra ubicado a una latitud de 28º52'51" Sur y una longitud de 51º41'51" Oeste, estando a una altitud de 610 metros sobre el nivel del mar. Su población estimada para el año 2004 era de 2.429 habitantes.
Ocupa una superficie de 132,23 km².
- Datos: Q1786383
- Multimedia: Fagundes Varela (Rio Grande do Sul) / Q1786383